# Parapoynx vittalis
Parapoynx vittalis là một loài bướm đêm trong họ Crambidae.